# 查尔斯·威尔逊·皮尔

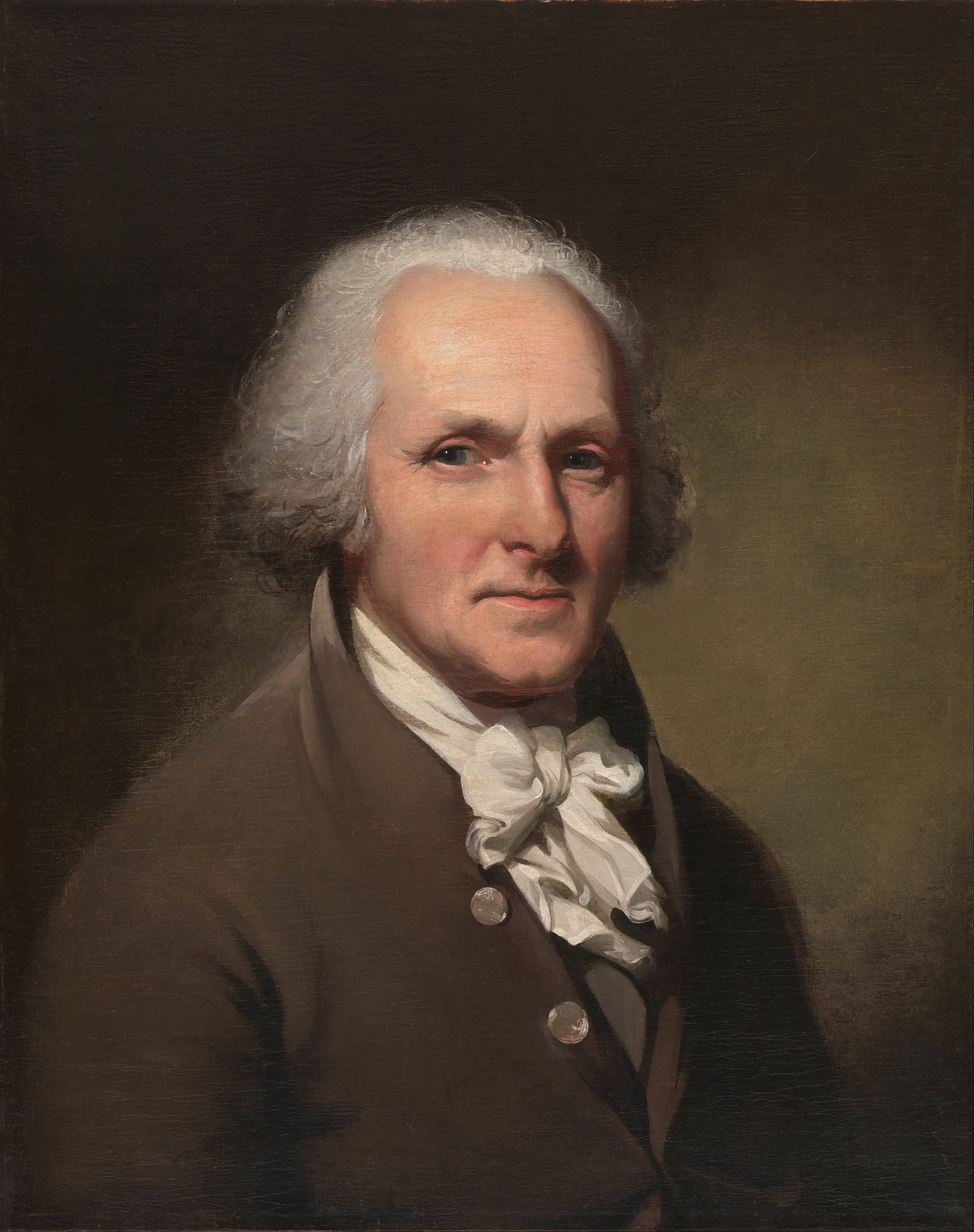
皮爾自畫像，1791，美國國家畫廊

查爾斯·威爾遜·皮爾（Charles Willson Peale，1741年4月15日—1827年2月22日）是一位美國畫家。他在美國革命期間繪製了許多作品，後來還創立了美國第一座博物館，即今宾夕法尼亚美术学院。
他早年是一個做馬鞍的工匠，但是生意不景氣，因此改行做了畫家，師從約翰·赫西留斯、約翰·辛格爾頓·科普利，更曾前往英格蘭找本傑明·韋斯特學習。他的兒子有三人後來也成為了畫家。